# Tokio
Tokio (japonsko 東京, dobesedno vzhodna prestolnica, prečrkovanje po Hepburnovem sistemu latiniziranja japonščine Tōkyō), formalno Tokijska metropola (japonsko 東京都 prečrkovano kot Tōkyō-to), je glavno mesto Japonske in največje urbano središče v državi. Legalno ima hkrati status prefekture in mesta, kar je posebnost pri japonskih mestih. 32 posebnih tokijskih okrajev sestavlja območje, ki mu neformalno pravimo mesto Tokio, v njem pa živi več kot 8 milijonov ljudi. Na celotnem območju prefekture živi 13,1 milijonov ljudi, kar je desetina japonskega prebivalstva. Tokio je administrativno, poslovno, prometno, izobraževalno in kulturno središče Japonske.
Širše (metropolitansko) območje Tokia, ki vključuje prefekture Čiba, Kanagava in Saitama, je s 35 milijoni prebivalcev najgosteje naseljeno urbano območje na svetu in predstavlja slabo tretjino prebivalstva države.
Prefektura, ki se nahaja na vrhu Tokijskega zaliva, je del regije Kanto na osrednji obali Honšuja, največjega japonskega otoka. Tokio je gospodarsko središče Japonske in je sedež tako japonske vlade kot japonskega cesarja.
Prvotno ribiška vas z imenom Edo, je mesto postalo vidno politično središče leta 1603, ko je postalo sedež šogunata Tokugava. Do sredine 18. stoletja je bil Edo eno najbolj naseljenih mest na svetu z več kot milijonom prebivalcev. Po obnovi Meidži leta 1868 je bila cesarska prestolnica iz Kjota prestavljena v Edo, ki se je preimenoval v Tokio (dob. »vzhodna prestolnica«). Tokio sta leta 1923 opustošila potres in cunami ter ponovno zavezniško bombardiranje med drugo svetovno vojno. V 1950-ih so mesto hitro obnavljali in širili, kar je vodilo japonskega gospodarskega čudeža. Od leta 1943 tokijska metropolitanska vlada upravlja 23 posebnih oddelkov prefekture (prej Tokyo City), različna mesta in predmestja v njenem zahodnem območju ter dve obrobni otoški verigi, znani kot Tokijski otoki.
Mesto je gostilo številne mednarodne dogodke, med njimi leta 1964 poletne olimpijske igre, znova je bil izbran za gostitelja iger leta 2020. S tem je postalo prvo mesto v Aziji, ki je drugič gostilo olimpijske igre. Igre so bile zaradi pandemije nove koronavirusne bolezni prestavljene na leto 2021.
Tokio je mednarodno središče, ki vodi raziskave in razvoj na Japonskem, prav tako pa ga zastopa več večjih univerz, med katerimi je predvsem Univerza v Tokiu. Tokijska postaja je osrednje vozlišče japonskega železniškega omrežja za visoke hitrosti Šinkansen; Postaja Šindžuku v Tokiu je tudi najbolj prometna železniška postaja na svetu.

## Etimologija
Tokio se je do devetnajstega stoletja imenovalo Edo. Leta 1868 so ga prvič uradno poimenovali Tokio (dobesedno vzhodna prestolnica), da bi se razlikovalo od dotedanjega cesarskega mesta Kjoto (dobesedno »Kyōto« pomeni prestolnica). V obdobju Meidži se je uporabljalo alternativno črkovanje kitajske pismenke za Tokio, »Tōkei«. Tako črkovanje se danes ne uporablja več, ohranjeno pa je v nekaterih starejših dokumentih.

## Zgodovina

### Pred 1869 (obdobje Edo)
Tokio je bil prvotno vas z imenom Edo, ki je bila prej del stare province Musaši. Edo je prvi utrdil klan Edo v poznem 12. stoletju. Leta 1457 je Ōta Dōkan zgradil grad Edo. Leta 1590 se je Tokugava Iejasu preselil iz province Mikava (njegova doživljenjska baza) v regijo Kanto. Ko je leta 1603 postal šogun, je Edo postal središče njegove vladavine. Med obdobjem Edo, ki je sledilo, je Edo zrasel v eno največjih mest na svetu z milijonom prebivalcev do 18. stoletja. Toda Edo je bil še vedno dom šogunata Tokugava in ne prestolnica Japonske (sam cesar je skoraj neprekinjeno živel v Kjotu od 794 do 1868). V obdobju Edo je mesto uživalo v daljšem obdobju miru, znanem kot Pax Tokugava, in v navzočnosti takšnega miru je šogunat sprejel strogo politiko osamitve, kar je pripomoglo k ohranjanju pomanjkanja resne vojaške grožnje mestu. Odsotnost vojnega opustošenja je Edu omogočila, da je večino svojih sredstev namenil obnovi po stalnih požarih, potresih in drugih uničujočih naravnih nesrečah, ki so pestile mesto. Vendar se je to dolgotrajno obdobje osamljenosti končalo s prihodom ameriškega komodorja Matthewa C. Perryja leta 1853. Komodor Perry je izsilil odprtje pristanišč Šimoda in Hakodate, kar je povzročilo povečanje povpraševanja po novem tujem blagu in posledično močan dvig inflacije. Socialni nemiri so se povečali zaradi teh višjih cen in dosegli vrhunec v obsežnih uporih in demonstracijah, zlasti v obliki »razbijanja« obratov riža Medtem so podporniki cesarja izkoristili motnje, ki so jih povzročale te razširjene uporniške demonstracije, da so še dodatno utrdili oblast, tako da so leta 1867 strmoglavili zadnjega šoguna Tokugave, Jošinobuja. Po 265 letih se je Pax Tokugava končal.
- Grad Edo, 17. stoletje
- Odprava Commodorja Matthewa Perryja in njegov prvi prihod na Japonsko leta 1853
- Znani kraji Eda. Jamanote (zgoraj), Nihonbaši (na sredini) in Šitamači (spodaj), c. 1858.
- Hirošigejeva ulica Suruga z goro Fudži (1856)

### 1869–1943
Edo se je 3. septembra 1868 preimenoval v Tokio (v prevodu »vzhodna prestolnica«), saj je nova vlada po padcu šogunata Tokugava utrjevala svojo oblast. Mladi cesar Meidži ga je obiskal enkrat ob koncu leta in se naposled vselil leta 1869. Tokio je že bil politično središče države in zaradi cesarjeve rezidence je postal tudi de facto cesarska prestolnica, nekdanji grad Edo pa je postal cesarska palača. Mesto Tokio je bilo uradno ustanovljeno 1. maja 1889.
Del tokijske metro linije Ginza med Uenom in Asakuso je bila prva proga podzemne železnice, zgrajena na Japonskem in v vzhodni Aziji, dokončana 30. decembra 1927. Osrednji Tokio je bil, tako kot Osaka, od približno leta 1900 zasnovan tako, da se osredotoča na glavne železniške postaje na način visoke gostote, zato so bile primestne železnice zgrajene relativno poceni na ravni ulic in s prednostjo. Čeprav so bile v Tokiu zgrajene hitre ceste, se osnovna zasnova ni spremenila.
Tokio je v 20. stoletju utrpel dve veliki katastrofi: Veliki potres v Kantoju leta 1923, ki je pustil 140.000 mrtvih ali pogrešanih; in drugo svetovno vojno.
- Pogled iz zraka na reko Sumida s Taitō-ku (zahod) in Sumida-ku (vzhod) v Tokiu, ok. 1930
- Nihonbaši po velikem potresu v Kantoju, 1. septembra 1923
- Območje Ginza leta 1933
- Prva podzemna železnica na Vzhodu, tokijska podzemna železnica, odprta 30. decembra 1927

### 1943–1945
Leta 1943 se je mesto Tokio združilo s prefekturo Tokio v »Metropolitansko prefekturo« Tokio. Od takrat je tokijska metropolitanska vlada služila tako kot vlada prefekture za Tokio kot tudi kot upravljanje posebnih oddelkov Tokia, za tisto, kar je bilo prej mesto Tokio. Druga svetovna vojna je povzročila obsežno uničenje večine mesta zaradi vztrajnih zavezniških zračnih napadov na Japonsko in uporabe zažigalnih bomb. Ocenjuje se, da je bombardiranje Tokia leta 1944 in 1945 ubilo med 75.000 in 200.000 civilistov in pustilo več kot polovico mesta uničenega. Najsmrtonosnejša noč vojne je prišla 9. na 10. marec 1945, noč ameriškega napada Operacija Meetinghouse, ko je skoraj 700.000 zažigalnih bomb padlo na vzhodno polovico mesta, predvsem v stanovanjskih območjih. Dve petini mesta sta bili popolnoma požgani, več kot 276.000 zgradb je bilo porušenih, 100.000 civilistov je bilo ubitih, 110.000 pa jih je bilo ranjenih. Med letoma 1940 in 1945 se je prebivalstvo glavnega mesta Japonske zmanjšalo s 6.700.000 na manj kot 2.800.000, pri čemer je večina tistih, ki so izgubili svoje domove, živela v »razmajanih, začasnih kočah«.
- Bombardiranje Tokia leta 1945
- Posledice bombnega napada na Tokio marca 1945
- Nihonbaši leta 1946

### 1945–danes
Po vojni je Tokio postal baza, iz katere so ZDA pod vodstvom Douglasa MacArthurja šest let upravljale Japonsko. Tokio je imel težave z obnovo, ko so okupacijske oblasti vskočile in drastično zmanjšale japonske vladne programe obnove ter se namesto tega osredotočile na preprosto izboljšanje cest in prevoza. Tokio ni doživel hitre gospodarske rasti vse do petdesetih let dvajsetega stoletja.
Po koncu okupacije Japonske leta 1952 je bil Tokio popolnoma obnovljen in med poletnimi olimpijskimi igrami leta 1964 predstavljen svetu. 1970-ta in 1980-ta so prinesla novo gradnjo visokih stolpnic. Leta 1978 sta bila zgrajena Sunshine 60 – najvišji nebotičnik v Aziji do leta 1985 in na Japonskem do leta 1991 – in mednarodno letališče Narita, prebivalstvo metropolitanskega območja pa se je povečalo na približno 11 milijonov. Arhitekturni muzej na prostem Edo-Tokio ima zgodovinske japonske stavbe, ki so obstajale v urbani pokrajini predvojnega Tokia.
Tokijsko podzemno in primestno železniško omrežje je postalo eno najbolj obremenjenih na svetu, saj se je vse več ljudi selilo na to območje. V 1980-ih so cene nepremičnin v času nepremičninskega in dolžniškega balona skokovito narasle. Balon je počil v zgodnjih 1990-ih in številna podjetja, banke in posamezniki so bili ujeti s hipotekarnimi dolgovi, medtem ko je vrednost nepremičnin padala. Sledila je velika recesija, zaradi katere je bila Japonska v 1990-ih »izgubljeno desetletje«, iz katere se zdaj počasi okreva.
Tokio še vedno vidi nove urbane razvoje na velikih parcelah manj donosnih zemljišč. Nedavni projekti vključujejo Ebisu Garden Place, otok Tennōzu, Šiodome, Roppongi Hills, Šinagava (zdaj tudi postaja Šinkansen) in Marunouči stran tokijske postaje. Pomembne stavbe so bile porušene zaradi sodobnejših nakupovalnih objektov, kot je Omotesando Hills.
Projekti melioracije zemljišč v Tokiu prav tako potekajo že stoletja. Najvidnejše je območje Odaiba, ki je zdaj glavno nakupovalno in zabaviščno središče. Predlagani so bili različni načrti za prenos nacionalnih vladnih funkcij iz Tokia v sekundarne prestolnice v drugih regijah Japonske, da bi upočasnili hiter razvoj v Tokiu in oživili gospodarsko zaostala območja države. Ti načrti so bili na Japonskem sporni in jih je treba še uresničiti.
Potres in cunami v Tohokuju leta 2011, ki sta opustošila večji del severovzhodne obale Honšuja, so čutili tudi v Tokiu. Vendar je bila zaradi tokijske potresno odporne infrastrukture škoda v Tokiu zelo majhna v primerjavi z območji, ki jih je neposredno prizadel cunami, čeprav je bila dejavnost v mestu večinoma ustavljena. Kasnejša jedrska kriza, ki jo je povzročil cunami, prav tako ni prizadela Tokia, kljub občasnim skokom ravni sevanja.
7. septembra 2013 je MOK izbral Tokio za gostitelja poletnih olimpijskih iger 2020. Tokio je tako postal prvo azijsko mesto, ki je olimpijske igre gostilo dvakrat. Vendar pa so bile zaradi pandemije COVID-19 olimpijske igre 2020 na koncu prestavljene na leto 2021. Prav tako ni jasno, kako se bo mesto spopadlo z vse večjim številom vprašanj, zato znanstvenike poziva, naj ponudijo možne alternativne pristope za reševanje najnujnejših težave. Čeprav je COVID-19 oviral rast številnih industrij, na nepremičninski trg na Japonskem še ni prišlo do negativnega vpliva. Japonske nepremičnine so postale ena najvarnejših naložb za tuje vlagatelje po vsem svetu.
- Tokijski stolp, zgrajen leta 1958
- Yoyogi National Gymnasium, zgrajen za poletne olimpijske igre 1964
- Sunshine 60, najvišja stavba v Aziji do leta 1985 in na Japonskem do leta 1991

## Geografija in administracija
Celinski del Tokia leži severozahodno od Tokijskega zaliva in meri približno 90 km od vzhoda proti zahodu in 25 km od severa proti jugu. Povprečna nadmorska višina v Tokiu je 40 m. Prefektura Čiba meji na vzhodu, Jamanaši na zahodu, Kanagava na jugu in Saitama na severu.
Celinski Tokio je nadalje razdeljen na posebne oddelke (ki zasedajo vzhodno polovico) in območje Tama (多摩地域), ki se razteza proti zahodu. Tokio ima zemljepisno širino 35,65 (blizu 36. severnega vzporednika), zaradi česar je južnejši od Rima (41,90), Madrida (40,41), New Yorka (40,71) in Pekinga (39,91).
Znotraj upravnih meja tokijske metropole sta tudi dve otoški verigi v Tihem oceanu neposredno proti jugu: otoki Izu in otoki Ogasavara, ki se raztezajo več kot 1000 km stran od celine. Zaradi teh otokov in goratih območij na zahodu skupne številke o gostoti prebivalstva Tokia veliko premalo predstavljajo dejanske številke mestnih in primestnih regij Tokia.
Po japonski zakonodaji je prefektura Tokio označena kot to (都), prevedeno kot metropola. Prefektura Tokio je najbolj naseljena in najgostejša prefektura s 6100 prebivalci na kvadratni kilometer; po geografskem območju je tretja najmanjša, le pred Osako in Kagavo. Njena upravna struktura je podobna kot v drugih japonskih prefekturah. 23 posebnih okrožij (特別区, tokubecu-ku), ki so sestavljale mesto Tokio do leta 1943, so samoupravne občine, vsaka ima župana, svet in status mesta.
Poleg teh 23 posebnih območij Tokio vključuje še 26 določenih mest (市 -ši), pet mest (町 -čō ali mači) in osem vasi (村 -son ali -mura), od katerih ima vsak lokalno vlado. Tokijska metropolitanska vlada upravlja celotno metropolo, vključno s 23 posebnimi oddelki ter mesti, ki sestavljajo prefekturo. Vodi ga javno izvoljeni guverner in metropolitanska skupščina. Njegov sedež je v predelu Šinjuku.

### Občine
Od leta 2001 Tokio sestavlja 62 občin: 23 posebnih predelov, 26 določenih mest, 5 mest in 8 vasi. Vsaka občina na Japonskem ima neposredno izvoljenega župana in neposredno izvoljeno skupščino, od katerih je vsaka izvoljena v neodvisnih štiriletnih ciklih. 23 tokijskih občin pokriva območje, ki je bilo mesto Tokio do druge svetovne vojne, 30 jih je še danes na območju Tame (nekdanja okrožja Severna Tama, Zahodna Tama in Južna Tama), 9 na obrobnih otokih Tokia.
Posebna okrožja (特別区, tokubecu-ku) Tokia obsegajo območje, ki je bilo prej vključeno kot mesto Tokio. Posebna okrožja uporabljajo besedo mesto v svojem uradnem angleškem imenu (npr. Čijoda City). Okrožja se od drugih mest razlikujejo po edinstvenem upravnem odnosu s prefekturno vlado. Nekatere občinske funkcije, kot so vodovod, kanalizacija in gašenje požarov, opravlja tokijska metropolitanska vlada. Za plačilo dodatnih upravnih stroškov prefektura pobira občinske davke, ki jih običajno zaračunava mesto. »Trije osrednji predeli« Tokia - Čijoda, Čūō in Minato - so poslovno jedro mesta, z dnevnim prebivalstvom, ki je več kot sedemkrat večje od nočnega. Okrožje Čijoda je edinstveno v tem, da je v samem središču nekdanjega mesta Tokio, vendar je eno najmanj naseljenih okrožij. Zavzemajo ga mnoga velika japonska podjetja in je tudi sedež nacionalne vlade in japonskega cesarja. Pogosto ga imenujejo »politično središče« države. Akihabara, znana kot kulturno središče otaku in nakupovalna četrt za računalniške izdelke, je tudi v Čijodi.
- Tama
- Hačiodži
- Musašino

### Narodni parki
Od 31. marca 2008 je bilo 36 % celotne površine prefekture označenih kot naravni parki (na drugem mestu za prefekturo Šiga) in sicer narodni parki Čičibu Tama Kai, Fudži-Hakone-Izu in Ogasavara (zadnja dva sta na Unescovem seznamu svetovne dediščine); kvazi-narodni park Meidži no Mori Takao; in prefekturni naravni parki Akikava Kjūrjō, Hamura Kusabana Kjūrjō, Sajama, Takao Jinba, Takijama in Tama Kjūrjō.
V parku Ueno so številni muzeji: Tokijski narodni muzej, Narodni muzej narave in znanosti, muzej Šitamači in Narodni muzej zahodne umetnosti. Na več mestih v parku so tudi umetnine in kipi. V parku je tudi živalski vrt, park pa je priljubljena destinacija za opazovanje češnjevih cvetov.

### Potresi

#### Manjši potresi
Tokio je blizu meje treh plošč, zaradi česar je izjemno dejavno območje za manjše potrese in zdrse, ki pogosto prizadenejo mestna območja z zibanjem kot v čolnu, čeprav epicentri znotraj celinskega Tokia (razen 2000 km dolge otoške jurisdikcije Tokia) so precej redke. Na območju podzemne železnice ni neobičajno, da je na stotine teh manjših potresov (magnitude 4–6), ki jih je mogoče čutiti v enem samem letu, česar se lokalni prebivalci le izogibajo, vendar je lahko vir tesnobe ne le za tuje obiskovalce, ampak tudi za Japonce od drugod. Redko povzročijo veliko škode (včasih tudi nekaj poškodb), saj so bodisi premajhni bodisi oddaljeni, saj potresi po navadi plešejo po regiji. Posebej dejavne so regije na morju ter v manjši meri Čiba in Ibaraki.

#### Redki močni potresi
Tokio so prizadeli močni meganarivni potresi v letih 1703, 1782, 1812, 1855, 1923 in veliko bolj posredno (z nekaj utekočinjenja na območjih odlagališč) leta 2011; pogostost neposrednih in močnih potresov je relativn redka. Potres leta 1923 z ocenjeno magnitudo 8,3 je ubil 142.000 ljudi, nazadnje je bilo neposredno prizadeto mestno območje.

### Vulkanski izbruhi
Gora Fudži je približno 100 km jugozahodno od Tokia. Obstaja majhno tveganje za izbruh. Zadnji zabeležen je bil izbruh Hōei, ki se je začel 16. decembra 1707 in končal približno 1. januarja 1708 (16 dni). Med izbruhom Hōei je bila količina pepela 4 cm v južnem Tokiu (območje zaliva) in 2 cm do 0,5 cm v osrednjem Tokiu. Kanagava je imela 16 do 8 cm pepela, Saitama pa 0,5 do 0 cm. Če veter piha proti severovzhodu, lahko pošlje vulkanski pepel v metropolo Tokio. Po navedbah vlade bi lahko manj kot milimeter vulkanskega pepela zaradi izbruha gore Fudži povzročil težave z električnim omrežjem, kot so izpadi električne energije in zaustavitev vlakov v tokijskem metropolitanskem območju. Mešanica pepela in dežja bi se lahko prijela na antene mobilnih telefonov, daljnovode in povzročila začasne izpade električne energije. Prizadeta območja bi bilo treba evakuirati.

### Upravljanje z vodo
Tokio leži na nižini Kanto s 5 rečnimi sistemi in desetinami rek, ki narastejo v vsakem letnem času. Pomembne reke so Edogava, Nakagava, Arakava, Kandagava, Megurogava in Tamagava. Leta 1947 je Tokio prizadel tajfun Kathleen, ki je uničil 31.000 domov in ubil 1100 ljudi. Leta 1958 je tajfun Ida v enem tednu povzročil 400 mm dežja, ki je poplavil ulice. V 1950-ih in 1960-ih je vlada vložila 6–7 % državnega proračuna v nesreče in zmanjšanje tveganja. Zgrajen je bil ogromen sistem jezov, nasipov in predorov. Namen je obvladovanje močnega dežja, tifonskega dežja in rečnih poplav. Tokio ima trenutno največjo podzemno napravo za preusmerjanje poplavne vode na svetu, imenovano Metropolitan Area Outer Underground Discharge Channel (MAOUDC). Gradili so jo 13 let in je bila dokončan leta 2006. MAOUDC je 6,3 km dolg sistem predorov, 22 metrov pod zemljo, s 70 metrov visokimi cilindričnimi rezervoarji, pri čemer je vsak rezervoar dovolj velik, da se v njega prilega raketoplan ali Kip svobode. Med poplavami se odvečna voda zbira iz rek in odvaja v reko Edo. Nižje ležeča območja Kōtō, Edogava, Sumida, Kacušika, Taitō in Arakava v bližini reke Arakava so najbolj ogrožena zaradi poplav.

### Podnebje
Nekdanje mesto Tokio in večina prefekture Tokio ležita v vlažnem subtropskem podnebnem pasu (Köppnova podnebna klasifikacija Cfa), z vročimi, vlažnimi poletji in blagimi do hladnimi zimami z občasnimi hladnimi obdobji. Regija, tako kot večji del Japonske, doživlja enomesečni sezonski zamik, pri čemer je najtoplejši mesec avgust s povprečno temperaturo 26,4 °C, najhladnejši mesec pa januar s povprečno temperaturo 5,2 °C. Rekordno nizka temperatura je bila −9,2 °C 13. januarja 1876, medtem ko je bila rekordna najvišja temperatura 39,5 °C 20. julija 2004. Letna količina padavin je v povprečju skoraj 1530 milimetrov, s poletnim vremenom in tremi zimskimi. Rastna sezona v Tokiu traja približno 322 dni od sredine februarja do začetka januarja. Sneženje je občasno, vendar se pojavlja skoraj vsako leto. Tudi Tokio vsako leto pogosto opazi tajfun, čeprav jih je le malo močnih. Najbolj konkurenčen mesec od začetka beleženja leta 1876 je bil oktober 2004, s 780 milimetri dežja, vključno z 270,5 mm 9. oktobra; zadnji od štirih zabeleženih mesecev brez padavin je bil december 1995. Letna količina padavin se je gibala od 879,5 mm leta 1984 do 2229,6 mm leta 1938.
Podnebje obalnih območij Tokia se močno razlikuje od podnebja v mestu. Podnebje Čičidžima v vasi Ogasavara je na meji med podnebjem tropske savane (Köppnova klasifikacija Aw) in podnebjem tropskega deževnega gozda (Köppnova klasifikacija Af). To je približno 1000 km južno od širšega območja Tokia, zaradi česar so podnebne razmere precej drugačne.
Najbolj vzhodno ozemlje Tokia, otok Minamitorishima v vasi Ogasavara, je v podnebnem pasu tropske savane (Köppnova klasifikacija Aw). Tokijska otoka Izu in Ogasavara v povprečju prizadene 5,4 tajfuna na leto, v primerjavi s 3,1 na celinskem mestu Kanto.

## Mestna pokrajina
Arhitekturo v Tokiu je v veliki meri oblikovala zgodovina Tokia. Dvakrat v novejši zgodovini je metropola ostala v ruševinah: prvič v velikem potresu v Kantoju leta 1923 in kasneje po obsežnem bombardiranju v drugi svetovni vojni. Zaradi tega urbano pokrajino Tokia sestavlja predvsem moderna in sodobna arhitektura, starejših stavb je malo. Tokio predstavlja številne mednarodno znane oblike sodobne arhitekture, kot so: Tokijski mednarodni forum, pivovarna Asahi, Mode Gakuen Cocoon stolp, zgradbo NTT Docomo Jojogi in Mavrični most. Tokio ima tudi dva značilna stolpa: Tokijski stolp in Tokyo Skytree, od katerih je slednji najvišji stolp na Japonskem in na svetu ter druga najvišja stavba na svetu za Burj Khalifo v Dubaju. Mori Building Co je začela z deli na novi najvišji stavbi v Tokiu, ki naj bi bila končana marca 2023. Projekt bo stal 580 milijard jenov (5,5 milijarde USD).
Tokio vsebuje tudi številne parke in vrtove. V prefekturi Tokio so štirje narodni parki, vključno z narodnim parkom Fudži-Hakone-Izu, ki vključuje vse otoke Izu.

## Okolje
Tokio je sprejel ukrep za zmanjšanje toplogrednih plinov. Guverner Šintaro Išihara je ustvaril prvi japonski sistem omejitve emisij, katerega cilj je zmanjšati emisije toplogrednih plinov za skupno 25 % do leta 2020 glede na raven iz leta 2000. Tokio je primer urbanega toplotnega otoka in pojav je še posebej resen v njegovih posebnih predelih. Po podatkih tokijske metropolitanske vlade se je povprečna letna temperatura v zadnjih 100 letih povečala za približno 3 °C. Tokio je bil naveden kot »prepričljiv primer razmerja med rastjo mest in podnebjem«.
Leta 2006 je Tokio uzakonil »10-letni projekt za zeleni Tokio«, ki naj bi bil realiziran do leta 2016. Postavil je cilj povečati število obcestnih dreves v Tokiu na 1 milijon (s 480.000) in dodati 1000 ha zelenih površin, od katerih bo 88 novih parkov z imenom Umi no Mori (Morski gozd), ki bo na predelanem otoku v Tokijskem zalivu, ki je bil včasih odlagališče. Od leta 2007 do 2010 je bilo od načrtovanih 1000 ha zelenih površin ustvarjenih 436 ha in zasajenih 220.000 dreves, skupaj pa 700.000. Leta 2014 se je število dreves ob cesti v Tokiu povečalo na 950.000 in dodanih je bilo nadaljnjih 300 ha zelenih površin.

## Gospodarstvo
Tokio ima največje metropolitansko gospodarstvo na svetu. Glede na študijo, ki jo je izvedel PricewaterhouseCoopers, je imelo širše območje Tokia (Tokio–Jokohama, TYO) z 38 milijoni ljudi leta 2012 skupni BDP v višini 2 bilijona dolarjev (po pariteti kupne moči), kar je na vrhu seznama.
Tokio je glavno mednarodno finančno središče; v njem so sedeži več največjih svetovnih investicijskih bank in zavarovalnic ter služi kot središče japonske transportne, založniške, elektronske in radiodifuzne industrije. Med centralizirano rastjo japonskega gospodarstva po drugi svetovni vojni so številna velika podjetja preselila svoje sedeže iz mest, kot je Osaka (zgodovinska trgovska prestolnica), v Tokio, da bi izkoristila boljši dostop do vlade. Ta trend se je začel upočasnjevati zaradi nenehne rasti prebivalstva v Tokiu in visokih življenjskih stroškov tam.
Economist Intelligence Unit je Tokio ocenil kot najdražje (z najvišjimi življenjskimi stroški) mesto na svetu že 14 let zapored, vse do leta 2006, ko ga je nadomestil Oslo in kasneje Pariz.
Tokio je postal vodilno mednarodno finančno središče (IFC) v 1960-ih in je bil opisan kot eden od treh »poveljniških centrov« za svetovno gospodarstvo, skupaj z New Yorkom in Londonom. V indeksu globalnih finančnih centrov 2020 je bil Tokio uvrščen kot četrto najbolj konkurenčno finančno središče na svetu (poleg mest, kot so New York City, London, Šanghaj, Hongkong, Singapur, Peking, San Francisco, Šendžen in Zürich v najboljših 10) in drugi najbolj konkurenčen v Aziji (za Šanghajem). Japonski finančni trg se je počasi odprl leta 1984 in pospešil svojo internacionalizacijo z »japonskim velikim pokom« leta 1998. Kljub pojavu Singapurja in Hongkonga kot konkurenčnih finančnih centrov, tokijski IFC uspe ohraniti pomemben položaj v Aziji. Tokijska borza je največja japonska borza, tretja največja na svetu po tržni kapitalizaciji in četrta največja po prometu delnic. Leta 1990 ob koncu balona cen japonskega premoženja je predstavljal več kot 60 % vrednosti svetovne borze. Tokio je imel leta 2003 8.460 ha (20.900 hektarjev) kmetijskih zemljišč, po podatkih Ministrstva za kmetijstvo, gozdarstvo in ribištvo, kar ga uvršča na zadnje mesto med prefekturami v državi. Kmetijska zemljišča so skoncentrirana v zahodnem Tokiu. Hitro pokvarljivo blago, kot so zelenjava, sadje in rože, je mogoče priročno odpremiti na trge v vzhodnem delu prefekture. Komacuna ali japonska gorčična špinača (Brassica rapa var. perviridis) in špinača sta najpomembnejši zelenjavi; od leta 2000 je Tokio dobavil 32,5 % komacune, ki je bila prodana na njegovem osrednjem proizvodnem trgu
Tokio ima 36 % površine, pokrite z gozdom, obsežne rasti kriptomerije in japonskih cipres (Chamaecyparis obtusa), zlasti v goratih zahodnih skupnostih Akiruno, Ōme, Okutama, Hačiōdži, Hinode in Hinohara. Znižanje cen lesa, zvišanje proizvodnih stroškov in vse večja starost gozdarskega prebivalstva so povzročili upad proizvodnje v Tokiu. Poleg tega je cvetni prah, zlasti iz kriptomerij, velik alergen za bližnja naseljena središča. Tokijski zaliv je bil nekoč glavni vir rib. Večina proizvodnje rib v Tokiu prihaja z zunanjih otokov, kot sta Izu Ōšima in Hačidžō-Džima. Črtasti tun, nori (海苔 - posušene užitne morske alge) in aji (trnoboki – Carangidae) so med oceanskimi proizvodi.
Turizem v Tokiu prav tako prispeva h gospodarstvu. Številni turisti obiščejo različna mestna središča, trgovine in zabaviščne četrti po vseh soseskah posebnih okrožij Tokia. Kulturna ponudba vključuje vseprisotno japonsko pop kulturo in z njo povezana okrožja, kot sta Šibuja in Haradžuku, subkulturne znamenitosti, kot je anime center Studio Ghibli, pa tudi muzeje, kot je Tokijski narodni muzej, v katerem je 37 % umetniških del nacionalnega bogastva države (87/233 ).
Tržnica Tojosu v Tokiu je od odprtja 11. oktobra 2018 največja veleprodajna tržnica z ribami in morskimi sadeži na svetu. Je tudi eden največjih veleprodajnih živilskih trgov vseh vrst. Je v predelu Tojosu v okrožju Kōtō. Tržnica Tojosu se močno drži tradicije svojega predhodnika, ribje tržnice Cukidži in ribje tržnice Nihonbaši in vsak dan oskrbi približno 50.000 kupcev in prodajalcev. Trgovci na drobno, prodajalci na debelo, dražitelji in državljani pogosto obiskujejo tržnico in ustvarjajo edinstven mikrokozmos organiziranega kaosa, ki po več kot štirih stoletjih še vedno napaja mesto in njegovo oskrbo s hrano.

## Mednarodne povezave
Tokio je ustanovni član Azijske mreže večjih mest 21 in je član Sveta lokalnih oblasti za mednarodne odnose. Tokio je bil tudi ustanovni član C40 Cities Climate Leadership Group.

### Pobratena mesta in države
Od leta 2022 ima Tokio sporazume o pobratenju ali prijateljstvu z naslednjimi dvanajstimi mesti in državami:
- New York, ZDA (od februarja 1960)
- Peking, Kitajska (od marca 1979)
- Pariz, Francija (od julija 1982)[63]
- Novi Južni Wales, Avstralija (od maja 1984)
- Seul, Južna Koreja (od septembra 1988)
- Džakarta, Indonezija (od oktobra 1989)
- São Paulo (država), Brazilija (od junija 1990)
- Kairo, Egipt (od oktobra 1990)
- Moskva, Rusija (od julija 1991)
- Berlin, Nemčija (od maja 1994)
- Rim, Italija (od julija 1996)
- London, Združeno kraljestvo (od oktobra 2015)

### Sporazumi o prijateljstvu in sodelovanju
- Tomsk oblast, Rusija (od maja 2015)[64]
- Bruselj, Belgija (od oktobra 2016)
- Mumbai, Indija (od novembra 2016)
- Los Angeles, ZDA (od avgusta 2021)[65]